# Perryella olsoni
La perryella (Perryella olsoni) è un anfibio temnospondilo estinto, probabilmente appartenente agli dvinosauri. Visse nel Permiano inferiore (circa 284 - 276 milioni di anni fa) e i suoi resti fossili sono stati ritrovati in Nordamerica.

## Descrizione
Questo animale, simile a una salamandra, possedeva un corpo allungato e zampe piccole ma forti. Perryella aveva grandi orbite e incisure otiche profonde e ampie (aperture arrotondate nella parte posteriore del cranio). L'osso palatino, solitamente posizionato nei tetrapodi nella parte inferiore del cranio, in Perryella era parzialmente esposto nella parte superiore. Quest'osso, presente lungo il margine dell'orbita, prendeva il posto dell'osso lacrimale, che nei temnospondili solitamente tocca il margine orbitale. Un'altra caratteristica distintiva di Perryella era data dalla presenza di due piccole proiezioni del quadratogiugale nella parte posteriore del cranio. Le proiezioni più basse formavano una struttura simile a una coppa, che forniva un punto di inserzione per la mandibola.

## Classificazione
Perryella olsoni venne descritto per la prima volta nel 1987, sulla base di resti fossili (crani, vertebre, ossa delle zampe) rinvenuti nella formazione Wellington in Oklahoma. Inizialmente considerato un rappresentante dei dissorofoidi, Perryella è stato in seguito considerato un membro degli dvinosauri, un altro gruppo di anfibi paleozoici non strettamente imparentati ai dissorofoidi. Nel 2006 un'analisi filogenetica ha indicato che Perryella era uno dvinosauro in una posizione intermedia tra gli arcaici Trimerorhachis e Neldasaurus e i più derivati Dvinosaurus e Tupilakosaurus.